# Opal (pomme)
Pour les articles homonymes, voir Opal.
Opal est un cultivar de pommier domestique.

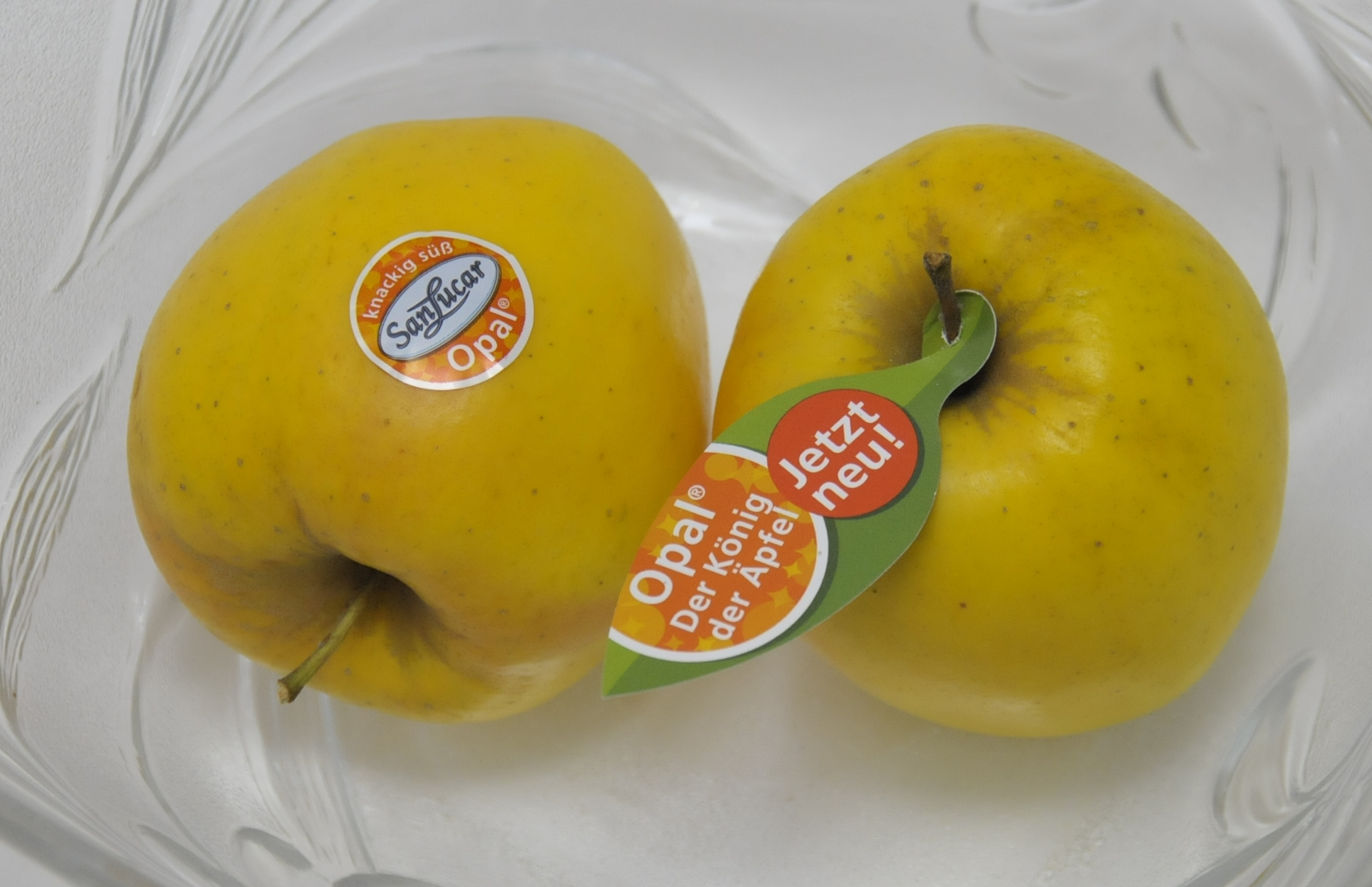

## Description
- Usage : pomme à dessert
- Calibre : moyen
- Pelure : jaune avec une joue rouge

## Origine
Variété de pomme obtenue en Europe (République Tchèque) par l'équipe de l'Institut de botanique expérimentale.
Son nom technique est UEB 3264/2.

## Historique
2009 : Inscription pour 10 ans au catalogue officiel des espèces et variétés de plantes cultivées en France.

## Parenté
Le cultivar Opal résulte du croisement Golden Delicious x Topaz.

## Pollinisation
- Variété diploïde, auto-stérile.
- Groupe de floraison : C, (3 jours avant Golden Delicious).

## Culture
- Maladies : 
  - variété résistante aux races communes de tavelure (gène Vf),
  - tolérante au mildiou
- Cueillette : début octobre.
- Maturité pour consommation : 3 semaines après cueillette.
- Conservation: jusque début avril.
- Vigueur du cultivar : modérée[5].

Sa résistance aux races communes de tavelure en fait une variété de choix pour les jardins familiaux où les traitements chimiques ne sont pas systématiques, tout comme pour l'agriculture biologique.